# A Bahama-szigetek a 2004. évi nyári olimpiai játékokon
A Bahama-szigetek a görögországi Athénban megrendezett 2004. évi nyári olimpiai játékok egyik részt vevő nemzete volt. Az országot az olimpián 3 sportágban 22 sportoló képviselte, akik összesen 2 érmet szereztek.

## Érmesek
| Érem  | Versenyző        | Sportág  | Versenyszám |
| ----- | ---------------- | -------- | ----------- |
| Arany | Tonique Williams | Atlétika | Női 400 m   |
| Bronz | Debbie Ferguson  | Atlétika | Női 200 m   |

## Atlétika
Férfi
| Versenyző                                                                  | Versenyszám     | Előfutam | Előfutam | Előfutam | Negyeddöntő | Negyeddöntő | Negyeddöntő | Elődöntő | Elődöntő | Elődöntő | Döntő   | Döntő    |
| Versenyző                                                                  | Versenyszám     | Idő      | Hely.    | Össz.    | Idő         | Hely.       | Össz.       | Idő      | Hely.    | Össz.    | Idő     | Helyezés |
| -------------------------------------------------------------------------- | --------------- | -------- | -------- | -------- | ----------- | ----------- | ----------- | -------- | -------- | -------- | ------- | -------- |
| Dominic Demeritte                                                          | 200 m           | 20,62    | 1.       | 15.      | 20,61       | 6.          | 17.         | kiesett  | kiesett  | kiesett  | kiesett | kiesett  |
| Chris Brown                                                                | 400 m           | 45,09    | 1.       | 1.       |             |             |             | 45,31    | 3.       | 11.      | kiesett | kiesett  |
| Nathaniel McKinney Aaron Cleare Andrae Williams Chris Brown Dennis Darling | 4 × 400 m váltó | 3:01,74  | 3.       | 3.       |             |             |             |          |          |          | 3:01,88 | 6.       |

| Versenyző      | Versenyszám | Selejtező | Selejtező | Döntő    | Döntő    |
| Versenyző      | Versenyszám | Eredmény  | Helyezés  | Eredmény | Helyezés |
| -------------- | ----------- | --------- | --------- | -------- | -------- |
| Osbourne Moxey | Távolugrás  | 781 cm    | 21.       | kiesett  | kiesett  |
| Leevan Sands   | Hármasugrás | 16,35 m   | 27.       | kiesett  | kiesett  |

Női
| Versenyző                                                     | Versenyszám     | Előfutam | Előfutam | Előfutam | Negyeddöntő | Negyeddöntő | Negyeddöntő | Elődöntő | Elődöntő | Elődöntő | Döntő   | Döntő    |
| Versenyző                                                     | Versenyszám     | Idő      | Hely.    | Össz.    | Idő         | Hely.       | Össz.       | Idő      | Hely.    | Össz.    | Idő     | Helyezés |
| ------------------------------------------------------------- | --------------- | -------- | -------- | -------- | ----------- | ----------- | ----------- | -------- | -------- | -------- | ------- | -------- |
| Debbie Ferguson                                               | 200 m           | 22,57    | 1.       | 4.*      | 22,53       | 2.          | 2.          | 22,49    | 4.       | 5.       | 22,30   |          |
| Debbie Ferguson                                               | 100 m           | 11,30    | 3.       | 17.*     | 11,16       | 3.          | 7.          | 11,04    | 4.       | 6.       | 11,16   | 7.       |
| Chandra Sturrup                                               | 100 m           | 11,37    | 3.       | 23.*     | 11,46       | 7.          | 25.         | kiesett  | kiesett  | kiesett  | kiesett | kiesett  |
| Christine Amertil                                             | 400 m           | 50,23    | 2.       | 2.       |             |             |             | 50,17    | 2.       | 6.       | 50,37   | 7.       |
| Tonique Williams                                              | 400 m           | 51,20    | 1.       | 13.      |             |             |             | 50,00    | 1.       | 2.       | 49,41   |          |
| Timicka Clarke Chandra Sturrup Shandria Brown Debbie Ferguson | 4 × 100 m váltó | 43,02    | 2.       | 6.       |             |             |             |          |          |          | 42,69   | 4.       |

| Versenyző      | Versenyszám   | Selejtező | Selejtező | Döntő    | Döntő    |
| Versenyző      | Versenyszám   | Eredmény  | Helyezés  | Eredmény | Helyezés |
| -------------- | ------------- | --------- | --------- | -------- | -------- |
| Jackie Edwards | Távolugrás    | 653 cm    | 13.*      | kiesett  | kiesett  |
| Laverne Eve    | Gerelyhajítás | 62,11 m   | 6.        | 62,77 m  | 6.       |

* - egy másik versenyzővel azonos időt/eredményt ért el

## Tenisz
Férfi
| Versenyző                  | Versenyszám | 32-es főtábla                                              | Nyolcaddöntő      | Negyeddöntő       | Elődöntő          | Bronz- mérkőzés   | Döntő             | Helyezés |
| Versenyző                  | Versenyszám | Ellenfél Eredmény                                          | Ellenfél Eredmény | Ellenfél Eredmény | Ellenfél Eredmény | Ellenfél Eredmény | Ellenfél Eredmény | Helyezés |
| -------------------------- | ----------- | ---------------------------------------------------------- | ----------------- | ----------------- | ----------------- | ----------------- | ----------------- | -------- |
| Mark Knowles Mark Merklein | Páros       | Chile (CHI) · Fernando González · Nicolás Massú · 5-7, 4-6 | kiesett           | kiesett           | kiesett           | kiesett           | kiesett           | 17.      |

## Úszás
Férfi
| Versenyző        | Versenyszám    | Előfutam | Előfutam | Előfutam | Elődöntő | Elődöntő | Elődöntő | Döntő   | Döntő    |
| Versenyző        | Versenyszám    | Idő      | Hely.    | Össz.    | Idő      | Hely.    | Össz.    | Idő     | Helyezés |
| ---------------- | -------------- | -------- | -------- | -------- | -------- | -------- | -------- | ------- | -------- |
| Chris Vythoulkas | 100 m hát      | 58,31    | 1.       | 38.      | kiesett  | kiesett  | kiesett  | kiesett | kiesett  |
| Nick Rees        | 100 m pillangó | 56,39    | 3.       | 50.      | kiesett  | kiesett  | kiesett  | kiesett | kiesett  |
| Jeremy Knowles   | 200 m pillangó | 1:59,32  | 7.       | 20.      | kiesett  | kiesett  | kiesett  | kiesett | kiesett  |
| Jeremy Knowles   | 200 m vegyes   | 2:04,22  | 6.       | 30.      | kiesett  | kiesett  | kiesett  | kiesett | kiesett  |
| Jeremy Knowles   | 400 m vegyes   | 4:23,29  | 3.       | 22.      |          |          |          | kiesett | kiesett  |

Női
| Versenyző     | Versenyszám | Előfutam | Előfutam | Előfutam | Elődöntő | Elődöntő | Elődöntő | Döntő   | Döntő    |
| Versenyző     | Versenyszám | Idő      | Hely.    | Össz.    | Idő      | Hely.    | Össz.    | Idő     | Helyezés |
| ------------- | ----------- | -------- | -------- | -------- | -------- | -------- | -------- | ------- | -------- |
| Nikia Deveaux | 50 m gyors  | 27,36    | 7.       | 45.      | kiesett  | kiesett  | kiesett  | kiesett | kiesett  |